# Estádio Antonio David Farina
Estádio Antonio David Farina – stadion piłkarski używany w Veranópolis, Rio Grande do Sul, Brazylia, na którym swoje mecze rozgrywa klub Veranópolis Esporte Clube Recreativo e Cultural.